# Tao và mày
Tao và Mày (có nơi gọi là Tau và Mầy hoặc Tau và Mi) là một cặp đại từ nhân xưng phổ biến trong tiếng Việt Nam, "tao" đại diện cho ngôi thứ nhất và "mày" đại diện cho ngôi thứ hai. Hai đại từ này thường xuất hiện trong ngữ cảnh ngôi thứ nhất và ngôi thứ hai ngang hàng hoặc ngôi thứ nhất có vai vế cao hơn ngôi thứ hai. Tại hiện đại, cách xưng hô này được coi là bất lịch sự và thô tục.
Nhà nghiên cứu Phan Cẩm Thượng cho rằng người Việt từng sử dụng "tao" và "mày" phổ biến như cách xưng hô duy nhất.

## Lịch sử
Nhà nghiên cứu văn hóa Phan Cẩm Thượng cho rằng tao và mày là ngữ âm cổ của người Việt, vào thời xa xưa người Việt cũng chỉ sử dụng phổ biến hai đại từ nhân xưng này, nhưng vì một lý do nào đó mà cách xưng hô này thay đổi theo chiều hướng gia đình hóa như ngày nay.
Ông nêu dẫn chứng, trong một văn bản tại hội nghị giải quyết những bất đồng liên quan đến thuật ngữ Kito giáo bằng tiếng Việt do quyền Giám sát dòng Tên hai vùng Trung Nhật triệu tập tại Ma Cao vào năm 1645, có đưa ra mô thức rửa tội bằng tiếng Việt: "Tau rữa mâi nhân danh Cha ùa Con, ùa spirito santo" (tao rửa mày nhân danh Cha và Con, và spirit santo).
Một dẫn chứng khác, trong bản in khắc gỗ Cổ Châu Pháp Vân Phật bản hạnh ngữ lục song ngữ Hán - Nôm, khắc năm 1752, được lưu giữ tại chùa Dâu (Thuận Thành, Bắc Ninh), có những câu như: "Bây chừ mày trong phép tao, tuồng có duyên xưa" (Ngươi đã được học theo phép của ta, dường như là có duyên từ trước"), "Ngày hôm nay nghe, hợp bằng lòng mày thửa nguyện" (Hôm nay mong được nghe Kinh, như ngươi thường mong ước), "Thầy rằng mày đã nên phép nhà tao" (Thầy nói rằng ngươi đã học được phép của ta), "Tao đáp nhà mày một áng sức vậy" (Ta giúp nhà ngươi một sức vậy).

## Hiện đại
Tại hiện đại, việc sử dụng các đại từ xưng hô mày - tao được coi là bất lịch sự, không giữ gìn sự trong sáng của tiếng Việt. Trong một scandal của ca sĩ Hoàng Bách, anh cho phép con xưng hô mày - tao với mình, ngay lập tức cộng đồng mạng dậy sóng chỉ trích khiến anh phải đính chính lại.

## Ảnh hưởng
Một án mạng đã xảy ra tại Bà Rịa – Vũng Tàu năm 2020 bắt nguồn từ việc nạn nhân xưng tao - mày với hung thủ.